# NGC 3886
NGC 3886 é uma galáxia elíptica (E-S0) localizada na direcção da constelação de Leo. Possui uma declinação de +19° 50' 14" e uma ascensão recta de 11 horas, 47 minutos e 05,5 segundos.
A galáxia NGC 3886 foi descoberta em 9 de Maio de 1864 por Heinrich Louis d'Arrest.